# Elberton (Washington)
Elberton es un área no incorporada ubicada en el condado de Whitman en el estado estadounidense de Washington.

## Geografía
Elberton se encuentra ubicado en las coordenadas 46°58′53″N 117°13′13″O / 46.98139, -117.22028.